# 岩手県立久慈翔北高等学校
岩手県立久慈翔北高等学校（いわてけんりつ くじしょうほくこうとうがっこう）は、岩手県久慈市と九戸郡野田村に位置する県立高等学校。

## 設置学科
- 総合学科
- 工業科

## 沿革
- 2025年4月1日 - 岩手県立久慈東高等学校と岩手県立久慈工業高等学校を統合し、開校。[1]